# Karl Hornberger (Leichtathlet)

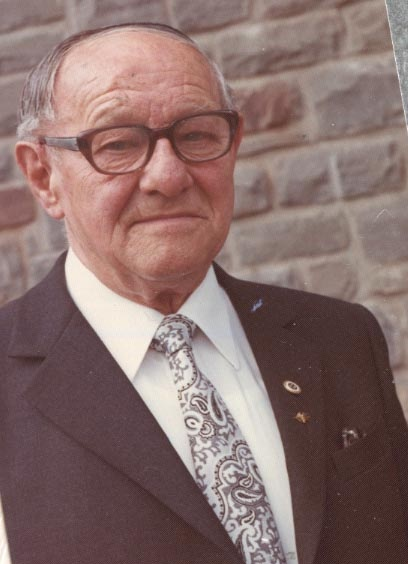
Portraitbild von Karl-Anton Hornberger im Alter von 74 Jahren

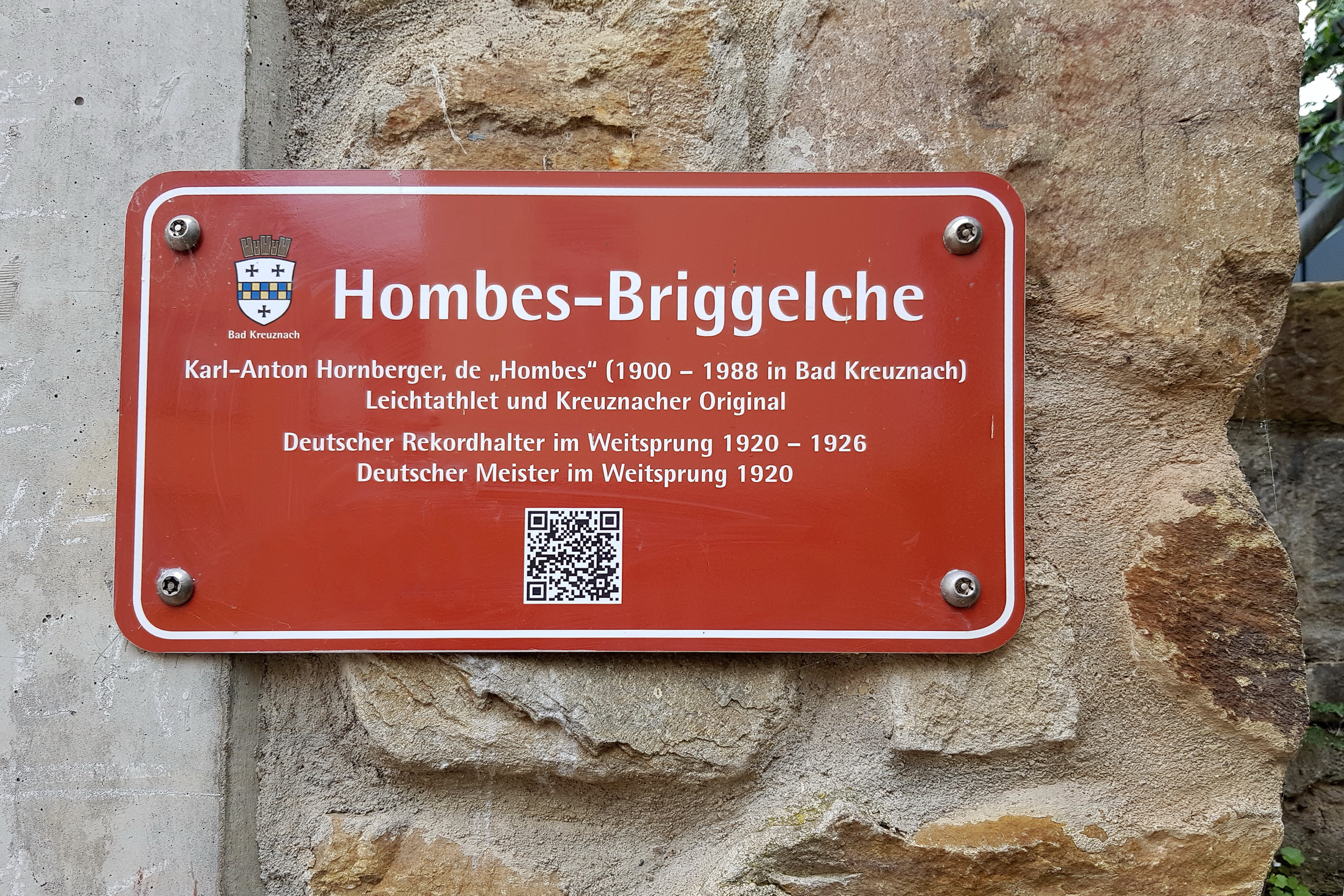
„Hombes-Briggelche“
Informationstafel an der ehemaligen Ellerbachbrücke zur Umbenennung

Karl-Anton Hornberger (* 30. März 1900 in Kreuznach; † 29. Mai 1988 ebenda), genannt „Hombes“, war ein deutscher Weitspringer, der in den frühen 1920er Jahren aktiv war.
Er gewann 1920 den Titel bei den Deutschen Leichtathletik-Meisterschaften in Dresden und belegte 1921 in Hamburg den dritten und 1922 in Duisburg zweiten Platz.
Außerdem sprang er drei deutsche Rekorde:
- 7,19 m am 27. Juni 1920 in Koblenz. Damit verbesserte er die ein Jahr alte Bestmarke von Ernst Söllinger um vier Zentimeter.[1]
- Er erhöhte den eigenen Rekord am 4. Juli 1920 in Bad Kreuznach auf 7,24 m.[2]
- 7,33 m am 21. August 1921 in Hamburg.[3] Dieser Rekord wurde fünf Jahre später von Rudolf Dobermann um drei Zentimeter überboten.[1]

Karl-Anton Hornberger war ein schmächtiges, an Rachitis erkranktes Kind. Auf ärztlichen Rat trainierte an der Mündung des Ellerbachs täglich seine Muskulatur und wurde von den Trainern des TV Kreuznach als Weitsprungtalent entdeckt. Im Sommer 1920 konnte er trotz überragender Leistungen nicht an den Olympischen Spielen in Antwerpen teilnehmen, da deutsche Sportler aufgrund des verlorenen Ersten Weltkriegs ausgeschlossen waren. Olympiasieger wurde William Petersson aus Schweden mit 7,15 m.
Bei den Deutschen Meisterschaften 1921 in Hamburg konnte er den Titel nicht verteidigen und wurde mit 7,11 m Dritter. Auch den deutschen Rekord hatte er im gleichen Jahr an Karl Dickel verloren. Er meldete beim Kampfgericht einen weiteren Sprung als Rekordversuch an. Er sprang 7,33 m und holte sich damit den deutschen Rekord zurück. Karl Hornberger führte 1920 bis 1922 die nationalen Jahresbestenlisten an bis ihn Verletzungen Mitte der Zwanzigerjahre zurückwarfen.
In Anerkennung seiner sportlichen Verdienste benannte der Bad Kreuznacher Stadtrat am 27. Oktober 2016 die bisherige Ellerbachbrücke nach seinem Idol-Namen in „Hombes-Briggelche“ um.
Karl-Anton Hornberger war 1,75 m groß und 75 kg schwer. Er startete für den TV Kreuznach (heute VfL 1848 Bad Kreuznach). Er ist der Vater des Kreuznacher Mundartdichters Karl-Rudolf Hornberger, der den Spitznamen „Hombes“ übernommen hat.